# Hanhisaari (ö i Norra Österbotten)
Hanhisaari är en ö i Finland. Den ligger i Kiminge älv och i kommunen Uleåborg i den ekonomiska regionen  Uleåborgs ekonomiska region  och landskapet Norra Österbotten, i den centrala delen av landet, 600 km norr om huvudstaden Helsingfors. Öns area är 16,1 hektar och dess största längd är 0,6 kilometer i öst-västlig riktning.